# 凱登·博伊德
凱登·博伊德（英語：Cayden Boyd，1994年5月24日—）是美國的一位演員、配音演員、電影導演和電影製作人。他在兒童時期就開始出演不少電影和電視劇。他曾經獲得青年藝術家獎的提名。

## 外部連結
- 凱登·博伊德在互联网电影资料库（IMDb）上的資料（英文）
- 在AllMovie上凱登·博伊德的頁面（英文）